# Sofia Vitória
Sofia Vitória nasceu em Setúbal (Portugal). 
Ela venceu a versão portuguesa da Operação Triunfo e ganhou o direito de representar Portugal no Festival Eurovisão da Canção  2004 onde participou na semifinal com a canção Foi magia, mas não conseguiu alcançar a final.
Ainda antes de gravar o seu álbum de estreia "Palavra de Mulher", apresentou-se nas principais salas de espetáculo de Portugal, assim como no Brasil, Espanha, Holanda, Itália, Macau, País de Gales e Turquia.
Fortemente influenciada tanto pelo Jazz como pela World Music, lança em 2012 o seu primeiro disco em parceria com o pianista Luís Figueiredo. O álbum "Palavra de Mulher" é composto inteiramente por canções vividas pelas várias figuras femininas que habitam o universo musical de Chico Buarque.

## Discografia
- Sofia Vitória & Luís Figueiredo - "Palavra de Mulher" (Numérica, 2012)[3]
- "ECHOES . Fernando Pessoa - English Poetry & Prose" (Casa Fernando Pessoa, 2016)
- "Belo Manto" (Belo Manto, 2017)

### Colaborações
- Luís Figueiredo - "Lado B" (Sintoma Records, 2012)
- Joel Silva - "Geyser" (Sintoma Records, 2015)
- Luís Barrigas - "Songs With and Without Words" (Sintoma Records, 2016)

## Comentários
Sobre "Palavra de Mulher"
"Há muito não escuto a obra de Chico de uma maneira tão diferente, moderna, mas com um bom gosto e um talento tão intensos."
Ivan Lins (liner notes do álbum)